# Silly Boy
"Silly Boy" é uma canção da cantora holandesa Eva Simons, lançado a 14 de agosto de 2009 através da EMI.

## Fundo musical
A canção foi gravada pela cantora e por Kizzo em Agosto de 2008. Foi escrita por M. Hamilton & T. Person. Em Abril de 2009 saiu no canal oficial do Youtube, o vídeo musical oficial da canção. Desde então, a música tem atraído uma grande comunidade de fãs online e tornou-se  numa das faixas mais ouvidas na internet, gerando mais de dez milhões de cliques. Na época em que a música saiu na Internet, Simons ficou devastada e irritada, mas depois agradeceu a exposição e a recepção positiva.
Billy Mann, presidente da New Music International e da Global Artist Management da EMI, disse: "Eva tornou a internet numa "tempestade", e ela já tem uma enorme comunidade de fãs que está apenas à espera de mais. "Silly Boy" capta a sua fabulosa energia e a força da sua personalidade.
A canção foi originalmente falada numa demo para uma parceria entre as cantoras Rihanna e Lady Gaga pois Kanye West tinha colocado essa mesma informação no seu blogue pessoal. Mais tarde, no canal oficial de Eva, foi anunciado que a música era dela própria.

## Recepção da crítica
Nick Levine do Digital Spy fez uma crítica positiva: "Felizmente, a faixa em si vale a pena cada pouco do barulho que contém. Com seus sintetizadores, guitarras de rock, batidas crescentes, as letras agressivas e o refrão "estrondoso", é uma grande mentira de uma canção - pop em esteróides. Quanto à Simons, sua atitude corresponde à produção bombástica e ao penteado que a faz parecer uma galinha com estilo, graças a Elly Jackson. O resultado? A estreia pop mais surpreendente desde "Just Dance".
Paul Lester do The Guardian declarou que achava que a música "não era lá grande coisa, mas o produtor merece uma medalha" e também comparou a Poker Face de Lady Gaga.

## Lançamento
"Silly Boy" será lançado em formato single via EMI e Virgin. Será lançado num total de vinte territórios, começando a 4 de Setembro na Alemanha. e a 12 de Outubro no Reino Unido. A canção está disponível no iTunes na Austrália, nos Estados Unidos, Reino Unido, e no resta da Europa continental.

## Vídeo musical
O vídeo musical, dirigido por Micky Suelzer e Daniel Warwick, estreado a 30 de Julho de 2009, no canal oficial da cantora no Youtube. O vídeo mostra a cantora com o seu longo cabelo e em cenas de dança.

## Faixas e formatos
| CD Single      |                               |         |  |
| N.º            | Título                        | Duração |  |
| 1.             | "Silly Boy" (Versão original) | 3:22    |  |
| 2.             | "Silly Boy" (Versão acústica) | 3:22    |  |
| Duração total: | Duração total:                | 6:44    |  |

| Versão exclusiva de download |                                         |         |  |
| N.º                          | Título                                  | Duração |  |
| 1.                           | "Silly Boy" (Versão original)           | 3:22    |  |
| 2.                           | "Silly Boy" (Versão acústica)           | 3:22    |  |
| 3.                           | "Silly Boy" (Versão remix de Dave Aude) |         |  |
| 4.                           | "Silly Boy" (Versão de Richard Vission) |         |  |

## Histórico de lançamento
| País        | Data                   | Formato          |
| ----------- | ---------------------- | ---------------- |
| Mundo       | 31 de Julho de 2009    | Download digital |
| Alemanha    | 4 de Setembro de 2009  | CD single        |
| Europa      | 14 de Setembro de 2009 | CD single        |
| Reino Unido | 12 de Outubro de 2009  | CD single        |

## Desempenho nas tabelas musicais

### Posições
| Tabela musical (2009)                | Melhor posição |
| ------------------------------------ | -------------- |
| Austrália - Australian Singles Chart | 45             |
| Áustria - Austrian Singles Chart     | 55             |
| Países Baixos - Dutch Singles Chart  | 13             |
| Alemanha - German Singles Chart      | 36             |
| Suécia - Swedish Singles Chart       | 51             |